# Cell Calcium
Cell Calcium is een internationaal, aan collegiale toetsing onderworpen wetenschappelijk tijdschrift op het gebied van de celbiologie. Het wordt uitgegeven door Elsevier en verschijnt maandelijks.